# Katoda
Katoda je elektroda na nekoj napravi ili elementu kroz koju električna struja teče u smjeru prema vanjskom krugu. Suprotna se elektroda zove anoda.
Polaritet katode u odnosu na anodu ovisi o smjeru tijeka električne energije. Kod izvora kao što je galvanski članak katoda je pozitivna, dok je kod trošila kao što je dioda katoda negativna u odnosu na anodu.